# Oenospila strix
Oenospila strix är en fjärilsart som beskrevs av Butler 1889. Oenospila strix ingår i släktet Oenospila och familjen mätare. Inga underarter finns listade i Catalogue of Life.